# 地積
地積（ちせき）とは、不動産登記法上の一筆の土地の面積をいう。

## 概要
不動産登記法において、第2条第1項第19号で「一筆の土地の面積であって、第三十四条第二項の法務省令で定めるものをいう。」と定義され、第34条第1項第4号で土地の表示に関する登記の登記事項と定められている（不動産登記#表示に関する登記も参照）。
不動産登記規則（平成17年法務省令第18号）の第100条において、「地積は、水平投影面積により、平方メートルを単位として定め、1平方メートルの100分の1（宅地及び鉱泉地以外の土地で10平方メートルを超えるものについては、1平方メートル）未満の端数は、切り捨てる」こととされている。
不動産登記手続においては、土地の地積を変更・更正し、又は土地を分筆する際には、地積及びその求積方法のほか、筆界点の座標値や、方位、縮尺、地番などを記録した、「地積測量図」を添付することとされている。

## 地積の精度、端数処理
地積は、宅地、鉱泉地、10㎡以下の土地以外は、小数を切り捨てることになっている。一方で、地積測定の誤差の限度については、国土調査法施行令別表第5に定められている。
　例えば、精度区分が甲二地区（中都市の市街地）で地積が100.01㎡の場合、誤差の限度は0.81㎡となる。この土地の地目が雑種地であれば、登記地積は100㎡となる。
仮に実測した結果が99.97㎡であったならば、登記地積は-1㎡の99㎡となり、誤差の限度である0.81㎡を越えるので、地積を更正しなければならないことになる。
ところがこの土地の地目が宅地であれば、登記される地積は100.01㎡であり、実測した結果が99.97㎡であれば、-0.04㎡の差であり、誤差の限度（0.81㎡）内であるので、地積更正は必要ないということになる。つまり、誤差の限度が規定されているにも拘わらず、登記地積の表示が必ずしもそれに見合っていないということができる。
　かつて、尺貫法で表示されていた地積がメートル法に書き換えられた場合も、尺貫法で表示された元の地積が、小数を含むかどうかで、メートル法の地積が大きく変わることになる。例えば、99.80坪ある土地の地目が雑種地で登記地積が99坪だった場合、メートル法で327㎡（＝99÷0.3025）に書き換えられる。同じ面積で地目が宅地の場合は、登記地積は99.80坪であるので、メートル法に書き換えられた場合、329.91㎡（＝99.80÷0.3025）となる。実に、小数の有無の差は2.91㎡となり、327㎡に対する誤差の限度1.67㎡を大きく上回ることになる。地積測量図の地積の計算式を参照することなく、登記地積だけでメートル法へ書き換えられたため、実際の面積と異なることがある。